# Festival européen du film court de Brest
Le Festival européen du film court de Brest est un festival de cinéma, consacré aux courts-métrages, qui se tient annuellement à Brest en Bretagne. Organisé par l'association Côte Ouest depuis 1987, il est ouvert au grand public, aux scolaires et aux professionnels.
Depuis 1992, le Festival met en compétition une sélection de films issus de toute l'Europe et du monde. Les récompenses sont attribuées par différents jurys. Parallèlement à la sélection officielle du Festival, plusieurs séances regroupent d'autres œuvres par thématiques et plusieurs actions ont lieu en faveur du jeune public.
La 39e édition aura lieu du 12 au 17 novembre 2024.

## Histoire

### Les débuts
Le réalisateur brestois Olivier Bourbeillon décline l'idée des nuits consacrées au court métrage qui rencontrent du succès à Paris. En 1984, avec sa troupe de théâtre l'Arrache-Cœur, il organise une nuit du film court au Mac Orlan, renouvelée l'année suivante.
En 1986, Gilbert Le Traon, devenu directeur de la Cinémathèque de Bretagne en 2000, se joint au concept pour la première édition du « Festival du court-métrage de Brest ». Ce festival se déroule alors sur trois jours et deux nuits, au printemps ; il donne à voir cinq programmes et une vingtaine de films francophones, dans le théâtre Le Mac Orlan, devant environ 700 spectateurs.
En 1987, l'association Côte Ouest, tout nouvellement créée, prend les commandes de l'organisation de la manifestation.

### La compétition
La compétition européenne est mise en place en 1992 après un élargissement de la sélection à la Grande-Bretagne en 1989. Le Festival développe sa thématique européenne en invitant à partir de 1995 un pays européen chaque année et en lui consacrant de nombreux programmes : des échanges se succèdent, avec Hambourg (Allemagne), Vila do Conde (Portugal), Tampere (Finlande) puis la Pologne.
À partir de 1999, le concours Estran soutien l'écriture de scénarios de fictions courtes. Il permet d'aider des réalisateurs bretons, comme Nicolas Le Borgne, Anthony Quéré, Olivier Broudeur, Gaël Naizet.

### La fréquentation

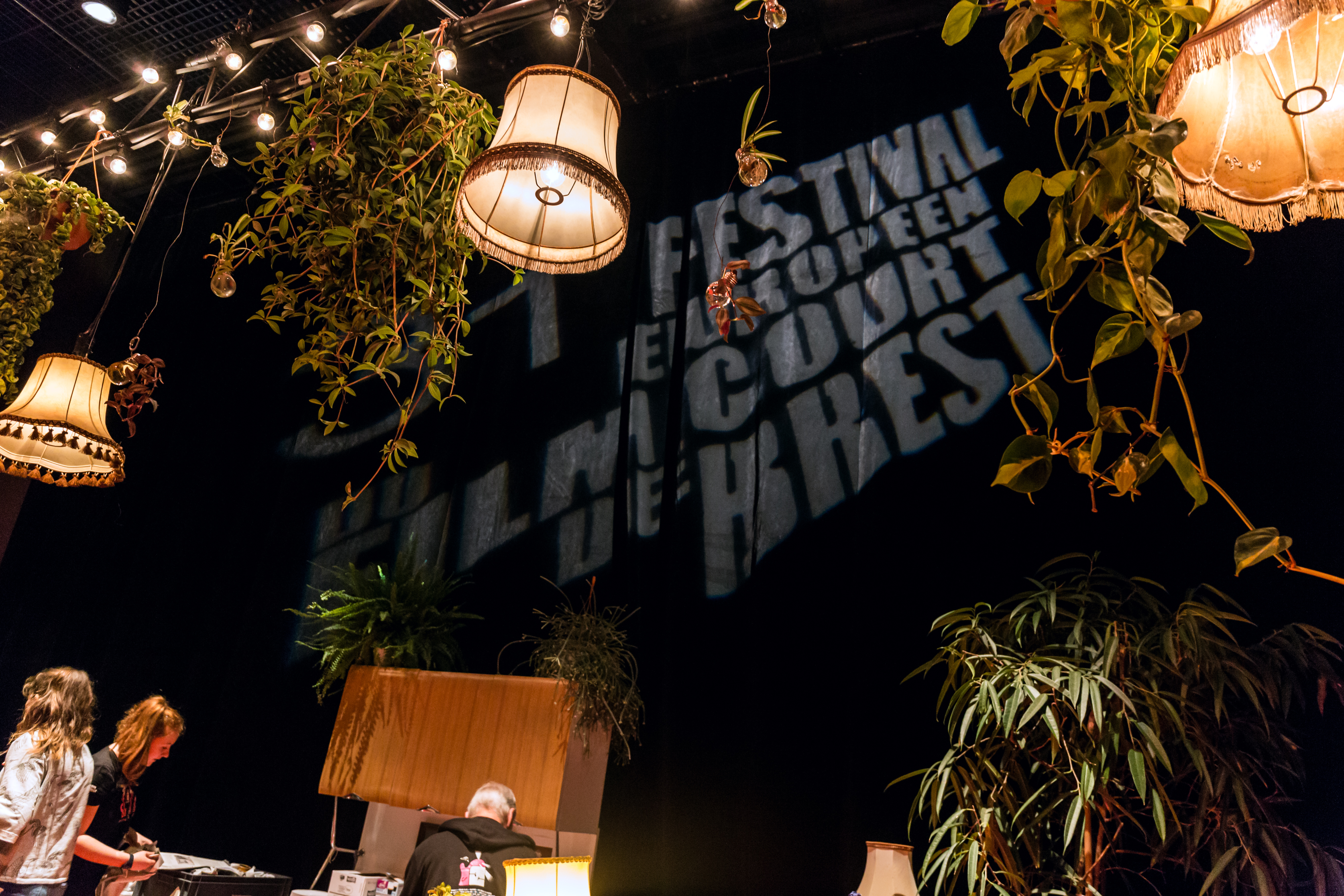
Bar des festivaliers lors de la.

En 1989, Le Quartz, nouveau palais des arts de Brest, devenu Scène nationale, accueille pour la première fois les spectateurs qui sont 6 000. En 1995, pour le dixième anniversaire, le nombre d'entrées dépasse les 17 000 personnes. En 2005, les festivaliers fêtent les 20 ans d'existence du festival, qui sort pour l'occasion une anthologie en DVD. En 2013, 14 000 entrées jeunes publics sont comptabilisées. Pour la 30e édition, le festival vise la barre symbolique des 30 000 personnes en six jours de festivités. En 2016, le nombre d'entrées est évalué à 28 000 sièges occupés environ. Après une édition en ligne en 2020 et trois éditions hors les murs, une parenthèse due à la pandémie et au chantier de rénovation de la scène nationale brestoise, la fréquentation chute, mais elle remonte en 2024.
| 1986 | 1987 | 1988 | 1989  | 1990 | 1991 | 1992 | 1993 |
| ---- | ---- | ---- | ----- | ---- | ---- | ---- | ---- |
| 700  | -    | -    | 6 000 | -    | -    | -    | -    |

| 1994 | 1995   | 1996 | 1997 | 1998 | 1999 | 2000 | 2001 |
| ---- | ------ | ---- | ---- | ---- | ---- | ---- | ---- |
| -    | 17 000 | -    | -    | -    | -    | -    | -    |

| 2002 | 2003 | 2004 | 2005 | 2006 | 2007 | 2008 | 2009 |
| ---- | ---- | ---- | ---- | ---- | ---- | ---- | ---- |
| -    | -    | -    | -    | -    | -    | -    | -    |

| 2010 | 2011 | 2012 | 2013 | 2014 | 2015 | 2016   | 2017 |
| ---- | ---- | ---- | ---- | ---- | ---- | ------ | ---- |
| -    | -    | -    | -    | -    | -    | 28 000 | -    |

| 2018   | 2019 | 2020   | 2021 | 2022   | 2023   | 2024   | - |
| ------ | ---- | ------ | ---- | ------ | ------ | ------ | - |
| 30 000 | -    | 10 000 | -    | 15 000 | 15 500 | 22 000 | - |

### Les personnalités
Claude Zidi est le premier président du jury. Le Festival a pu compter parmi ses invités, compétiteurs ou membres du jury : Joris Ivens, Michelangelo Antonioni, Mathilda May, Hilton McConnico, Hippolyte Girardot, Marion Cotillard, Sylvie Testud, Élisabeth Depardieu, Peter Mullan, Richard Bohringer, Vincent Lindon, Gérard Darmon, Caroline Loeb, Bernard-Pierre Donnadieu, René Vautier, Véronique Jannot, Pascal Légitimus, François Ozon, Keren Ann ou encore les artistes bretons Étienne Daho et Yelle.

### Les découvertes
Le festival a permis de mettre en avant de nombreux réalisateurs qui se sont ensuite lancés dans le long-métrage avec succès, par exemple : Arnaud Desplechin, Cédric Klapisch, Éric Rochant, Jean-Pierre Jeunet, Fred Cavayé, Mathieu Kassovitz, François Ozon, Pascale Breton (2001), Gérald Hustache-Mathieu (2002)...

## Organisation

### Association Côte Ouest

Logo de Côte Ouest depuis 2016.

Le Festival est organisé par l'association Côte-Ouest, créée en 1986. L'événement s'inscrit dans ses missions principales, qui sont la diffusion des œuvres cinématographiques, essentiellement de court métrage ainsi que les actions de sensibilisation et d’éducation à l’image des publics, notamment à destination des plus jeunes. Pendant dix ans, de 1996 à 2007, Côte-Ouest coordonne à Brest le dispositif national Cinéville « Un été au ciné » avec des séances en plein air.
Les démarches autour du Festival ont pour but de mettre en valeur la jeune création cinématographique, à la fois européenne et plus locale, ainsi qu'initier le plus large public à l'univers du cinéma. Pour cela, Cote Ouest a organisé en dehors du festival des séances jeune public et scolaires, des rencontres, des ateliers, des expositions, des voyages en festival ainsi que la diffusion du programme de courts-métrages « Questions de Jeunesse » accompagné de documents pédagogiques.

### Sélection officielle
Après huit années à la direction artistique du Festival, Olivier Bourbeillon passe la main en 1994 à Gilbert Le Traon et Mirabelle Fréville. À leur départ, en 2001, la direction artistique devient collégiale, assumée par sept personnes. À partir de 2007, des comités de sélection regardent tous les films inscrits. Entre 2009 et 2013, l'association fait appel à Bernard Boulad pour être directeur artistique. De 2011 à 2016, l'Italien Massimiliano Nardulli assure seul la programmation, à la recherche de talents émergents et de productions en Europe toute l'année. Il est remplacé dans cette mission en 2016 par Arthur Lemasson.
Le règlement accepte uniquement des œuvres de fiction pour la compétition officielle et les courts-métrages ne doivent pas dépasser 30 minutes. La compétition française est réservée aux premiers films ou aux films d'école. La programmation se fait à partir d'environ 2 000 films inscrits pour en projeter entre 200 et 250. 70 % des 200 courts-métrages projetés sont issus de toute l'Europe, avec entre 25 et 30 pays européens représentés et une quinzaine d'autres pays. 70 films s'affrontent en compétition, dont 40 pour la catégorie européenne.

### Les sections

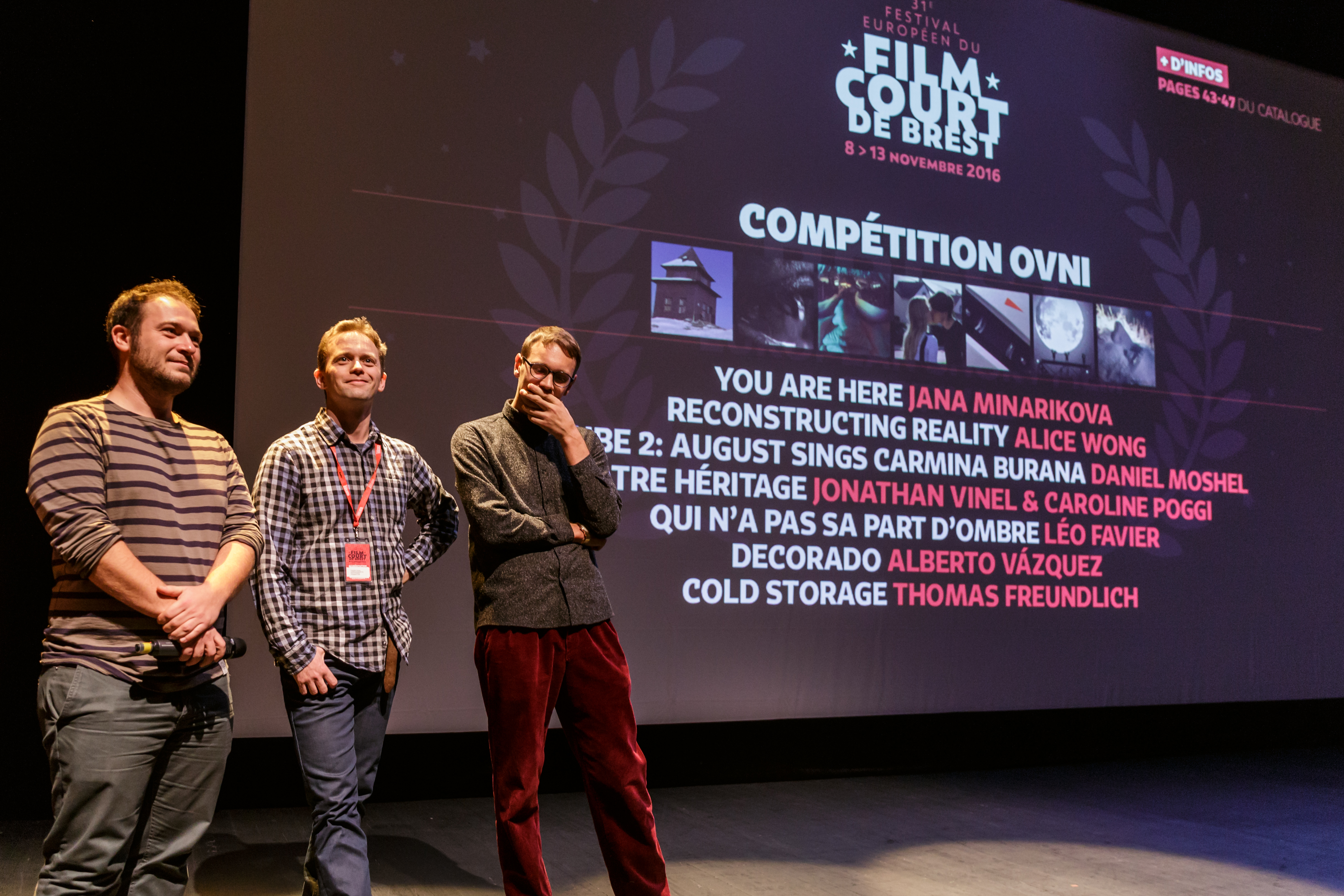
La compétition OVNI en 2016.

La compétition officielle sépare les productions européennes du cinéma français. Jusqu'en 2012, la compétition Cocotte-minute présente des films de moins de six minutes. Depuis 2013, la compétition OVNI (« Objets Vidéo Non Identifiés ») récompense l'originalité et les efforts de créativité. Dans les années 2010, L'Europe en court propose des cartes blanches à des partenaires invités.
La programmation propose des séances événements, des séances spéciales ainsi que des séances thématiques avec le Made in Breizh, des films produits et réalisés en région. En marge de la compétition, la section Midnight show est consacrée au cinéma de genre (thriller...), la partie Brest-off présentant également différents genres depuis 1993. Le Panorama Animation est consacré au cinéma d'animation européen. Trois ou quatre programmes sont à destination du jeune public (à partir de deux ans).

### Constitution des jurys

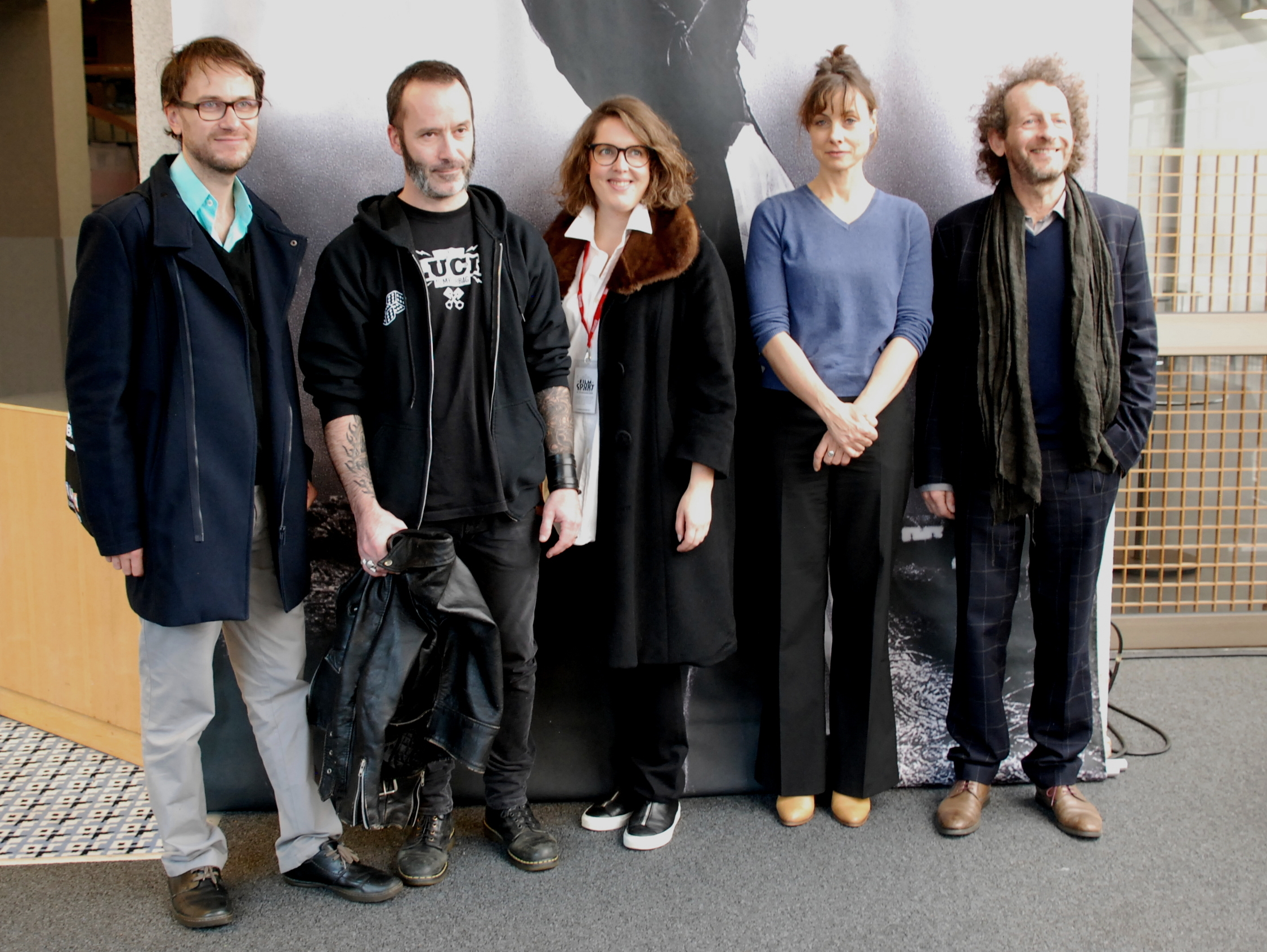
Jury officiel du festival 2016

L'organisation du Festival compose un jury d'environ cinq personnes. Les personnalités choisies peuvent occuper diverses fonctions dans le milieu du cinéma. Elles décernent quatre ou cinq prix. Un président du jury coordonne les débats. À noter qu'en 2011, le jury décide de ne pas avoir de président.
Le jury bénévole des « passeurs de courts » est initié par le réseau de salles Cinéphare, qui promeut le film court dans 39 salles bretonnes. Le jury jeune est composé d'élèves spécialisés dans le cinéma et l'audiovisuel. Le jury presse comprend des journalistes locaux et nationaux, le jury France 2 comprend des professionnels de France Télévisions. La fondation Beaumarchais-SACD décerne également un prix, ainsi que le public, en remplissant des cartes en fin de  séance. Pour la soirée anniversaire en 2015, il vote de manière interactive.

### Prix décernés

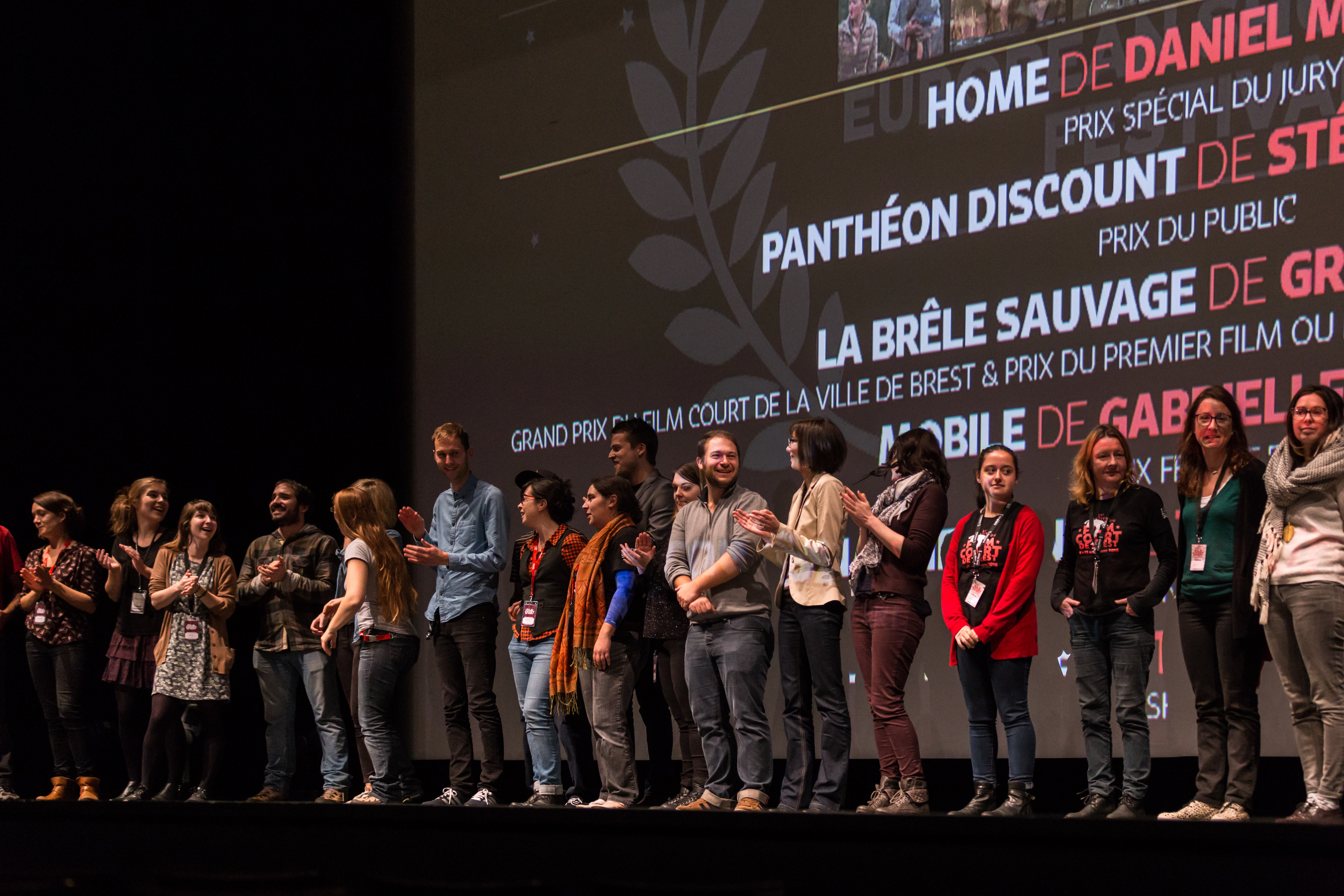
L'équipe organisatrice en 2016 avant la diffusion des œuvres primées.

Le jury officiel attribue le « Grand prix du film court » ainsi que plusieurs récompenses : un prix européen, un prix du premier film, un prix spécial. D'autres jurys, constitués notamment par le public présent, décernent des prix et des films sont récompensés par le prix « format court » et le prix des « passeurs de courts ». La compétition française est départagée par le prix France 2 et le prix Beaumarchais. La compétition OVNI reçoit un prix de la part de ShortsTV et le Brest Off est jugé par la presse (SundanceTV depuis 2016).

## Autour du Festival

### Portée

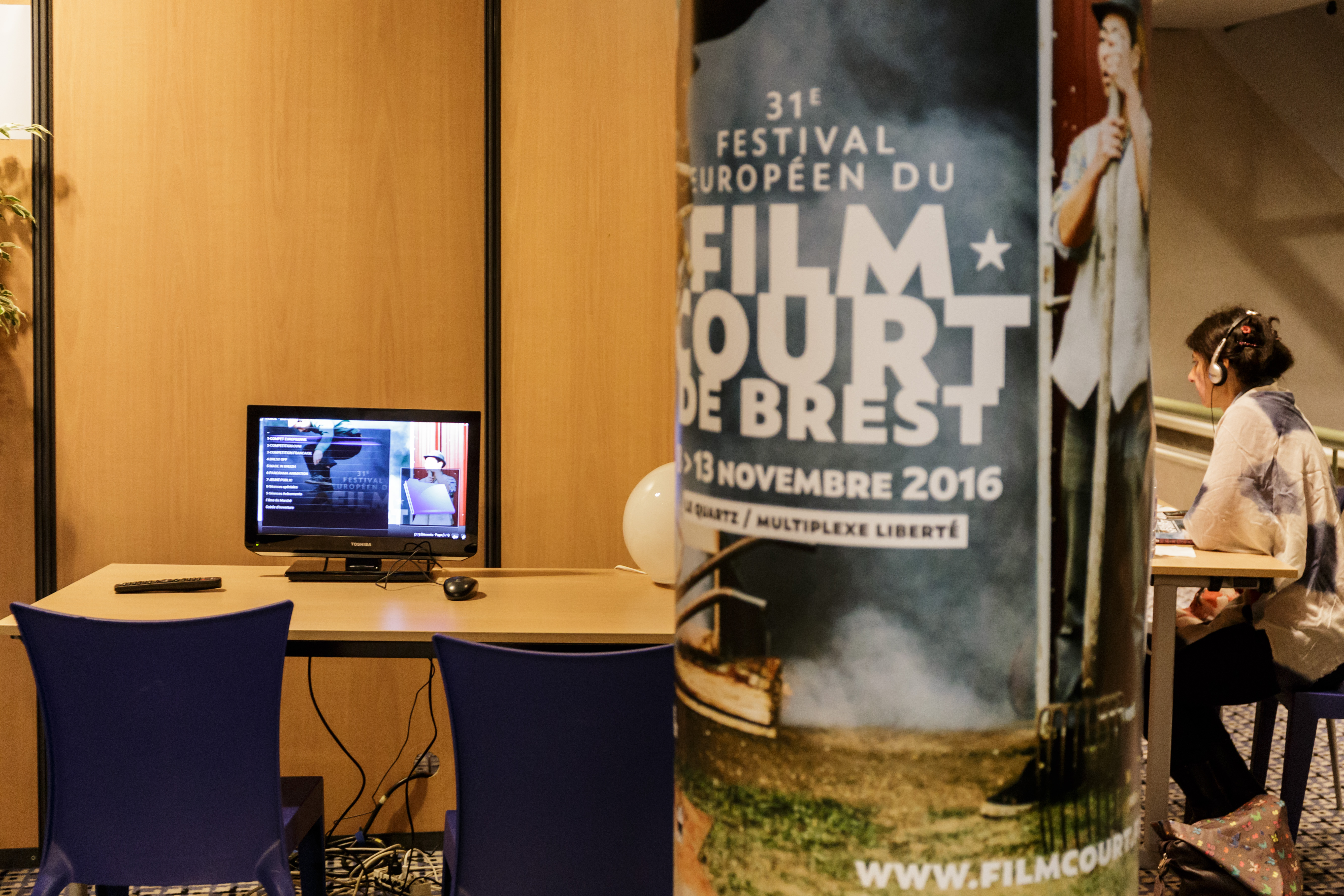
Espace consacré au marché du film au Quartz.

Le Festival est considéré comme l'un des plus importants festivals de court métrage de France, le deuxième en termes de fréquentation. Il permet de diffuser une sélection de films sur les écrans européens, de la Norvège, la Suisse en passant par l'Islande et les pays de l'Est.
L'événement implique en moyenne 500 professionnels et 200 bénévoles. Depuis 1997, une sélection d'environ 300 films est présentée chaque année au marché du film et une trentaine d’œuvres sont achetées par les professionnels.

### Relais médiatiques
En 1990, des partenaires français s'investissent dans la durée, permettant au Festival de grandir : la Fondation Gan pour le cinéma, Kodak (prix photo) et les Histoires courtes sur Antenne 2. À la télévision, des chaînes relayent la programmation, en achetant certains films primés, et en faisant échos à la manifestation dans des émissions spécifiques, comme le magazine Court-circuit sur Arte, CineCinecourt sur CinéCinéma, Comme au cinéma et Histoires courtes sur France 2. Le Festival a notamment eu pour partenaires France 2, Canal+, France 3 et Arte. En 2014, le partenariat avec Canal+ est remplacé par un contrat de diffusion sur la chaîne ShortsTV consacrée au court-métrage.